# فريدريك ألبرت سوندرز
فريدريك ألبرت سوندرز (بالألمانية: Frederick Albert Saunders) (و. 1875 – 1963 م) هو فيزيائي من كندا . ولد في لندن (أونتاريو) .
وكان عضواً في الأكاديمية الأمريكية للفنون والعلوم .